# Habiba Belghith
Habiba Belghith (arabe : حبيبة بلغيث), née le 19 janvier 2001, est une nageuse tunisienne.

## Carrière
Habiba Belghith remporte aux championnats d'Afrique 2018 à Alger la médaille de bronze du relais 4 x 200 mètres nage libre.
Aux championnats d'Afrique 2022, elle obtient à Tunis la médaille de bronze sur 4 × 100 mètres nage libre ainsi que sur 4 × 100 mètres 4 nages.
Elle est médaillée de bronze sur 100 mètres brasse aux championnats d'Afrique 2024 à Luanda.